# Заоставштина Вука Стефановића Караџића у Библиотеци и Архиву САНУ
Заоставштина Вука Стефановића Караџића у Библиотеци и Архиву САНУ чини лична библиотека Вука Караџића (која се састоји од 49 наслова или 55 књига),  рукописе, преписке са знаменитим личностима из културног, научног и политичког живота из 19. века, сакупљену грађу за српске народне епске и лирске песме, приче, пословице, загонетке и породичну преписку.

## Библиотека Вука Стефановића Караџића (1787-1864)
Библиотеку Вука Стефановића Караџића (1787-1864), а то је све што је сачувано од Вукових личних књига (49 наслова - 55 књига), данас се чува у Библиотеци Српске академије наука и уметности.
Пошто је највећи број Вукових књига у Србију уништен у пожару Народне библиотеке  априла 1941. године, вредност ове збирке у Библиотеци САНУ утолико већа. У тој малој збирци је и 40 књига објављено на немачком језичком подручју, у највећем броју на немачком језику, које садрже бројне коментаре Вука Караџића.

### Историјат
Вук је из Србије у Беч дошао са двадесетак књига, а када је умро била је то богата приватна билиотека средином деветнаестог века у којој се  налазило око 1.300 наслова.
После Вукове смрти највећи број књига завршио је овако:
- Део књига продао је његов син Димитрије Академији наука у Петрограду.
- Део библиотеке који је из Беча донет у Београд 1894. године (а састојао се од око 360 наслова: око 60 рукописа, од XIV до XIX века, писма и друга документа из српске прошлости, око 30 карата, атласа и скица, око 60 литографија, затим штампане књиге с краја XV века, 20 србуља, око 50 књига из XVIII века, једним делом (ајвредније књиге и рукописи) предати су Народној библиотеци;
- Део књиге које су биле у више примерака дате су Државној штампарији, библиотекама и књижарама;
- Књиге које је Вук написао и оне које говоре о њему дате су Народном музеју за Вукову собу а оне које су биле са Вуковим записима дате су Вуковом одбору који је требало да се бави проучавањем Вуковог дела.

Од свих књига из Вукове личне библиотеке сачувано је само 49 наслова (55 примерака) књига у Библиотеци САНУ, затим Српски рјечник из 1852. који се налази у Архиву САНУ, део овог истог Рјечника у Вуковом и Доситејевом музеју и Галетијев географски приручник у Народној библиотеци, који је раније припадао Географском заводу.

### Списак Вукових књига које се чувају у Библиотеци САНУ
1. Правителствујушчиј совјет сербскиј за времена Кара-Ђорђијева / Караџић, Вук Стефановић
2. Примјери српско-славенскога језика / Караџић, Вук Стефановић
3. Српске народне пјесме. Књ. 2 / Караџић, Вук Стефановић
4. Писменица сербскога језика / Караџић, Вук Стефановић
5. Вуков одговор на Утук г. М. Светића / Караџић, Вук Стефановић
6. Вука Стеф. Караџића и Саве Текелије Писма високопреосвештеноме господину Платону Атанацковићу, православноме владици будимскоме о правопису, са особитијем додацима о српском језику
7. Nekoliko rječih o pravopisu / Babukić, Vjekoslav
8. Coup d'oeil sur la litterature moderne des Serbes / [Ristić, Jovan]
9. Речник географијско-статистични Србије / Гавриловић, Јован
10. Geschaeftsordnung der kaiserlichen Akademie der Wissenschaften (1847)
11. Glas hercegovačke vile turcima [!], Bošnjacim i Hercegovcima na novu godinu 1862.
12. Глас херцеговачке виле
13. Боснија : путевија заметки : (писма к А.С. Хомјакову). III, V, X-XV / Гил'фердинг, Александр Федорович
14. Kleine serbische Grammatik / Karadžić, Vuk Stefanović
15. Der Serbe und seine Poesie / Ignjatović, Jakov
16. Leipziger Allgemeine Zeitung (1837)
17. Литература славјанских народов / Кеппен, Петр Иванович
18. Вук Стефанович Караджич / И.И. Срезневскиј // Московскиј литературниј и учениј сборник (1846)
19. Народне србске приповедке. Св 1,2 / Николић, Атанасије
20. Лазарице или Догађаји за времена кнеза Лазара / Новић-Оточанин, Јоксим
21. Век болгарскаго царја Симеона / Палаузов, Спиридон Николаевич
22. Reise in Serbien im Spaetherbst 1829. Th. 2 / Pirch, Otto von
23. Вук Стефановић Караџић / Розен, Михаило
24. Беседа на опелу др-а Вука Стеф. Караџића / Сандић, Александар
25. Утук или Одговор на Одговор на Ситнице језикословне ... / Хаџић, Јован
26. Краткаја россијскаја историја ... / Строев, Павел М.
27. Volkslieder der Serben / Karadžić, Vuk Stefanović
28. Volksmaerchen der Serben / Karadžić, Vuk Stefanović
29. Србски споменици Млетачког архива (1862)
30. Gruendung der Akademie der Wissenschaften
31. Koenigreich Illyrien [kartografska građa] / Mollo, Tranquillo
32. Karte von der Europaeischen Tuerkey [kartografska građa] / Mollo, Tranquillo
33. Об отношениј јазика славјанскаго к јазикам родственим / Гил'фердинг, Александр Федорович
34. Die Christen in der Tuerkei / Denton, William
35. Приправа за историју свега свијета ради дјеце. Књ. 1 / Schloezer, August Ludwig von
36. Недјељко : народна пјесма јуначка / Утјешеновић-Острожински, Огњеслав
37. Grammatik der illirischen Sprache, wie solche in Dalmatien, Kroatien, Slawonien, Bosnien, Serbien, und von den Illiriern in Ungarn gesprochen wird / Brlić, Ignjat Alojzije
38. В. Лазићу II и још којешта / Даничић, Ђуро
39. Arkiv za povjestnicu jugoslavensku. Knj. 4
40. Лукиана Мушицког Стихотворенија. Кн. 3
41. Pripovitke iz Starog i Novog zakona
42. Забаве за разум и срце. Кн. 3 / Стејић, Јован
43. Slavische Blatter (1865-1866)
44. Slovanske starožitnosti. Dil 1,2 /Šafarik, Pavel Josef
45. Almanach der Kaiserlichen Akademie der Wissenschaften (1852)
46. Poésies populaires serbes / [preveo] Dozon, August
47. Српски рјечник / Караџић, Вук Стефановић
48. Wlastencum narodnj našj milownym od Zboru musegnjho pro reč a literaturu českau [1841]
49. Вуков пријевод Новога завјета / Даничић, Ђуро
50. Требник (1821)

## Историјска збирка Вука Караџића у Архиву САНУ
Ова збирка има именско-предметну картотеку и картотеку Вукове заоставштине, која је сврстана у осам инвентарских књига и инвентаре и спискове (пописе) обрађених заоставштина које некада садрже и до 10.000 појединачних докумената.
Заоставштина Вука Стефановића Караџића која се чува у Архиву САНУ садржи његове рукописе, обимну преписку са знаменитим личностима из културног, научног и политичког живота свога времена, сакупљену грађу за српске народне епске и лирске песме, приче, пословице, загонетке и породичну преписку.
Рукописи су писани на српском језику, а има их писаних и црквенословенском варијантом, као и оних (појединих) који су писани на латинском, руском, француском, енглеском, немачком, италијанском, мађарском, турском, грчком и другим језицима.